# 庄川口站
庄川口站（日语：／ Syougawaguchi eki */?）是位於富山縣射水市庄川本町，萬葉線的電車站。

## 歷史
- 1932年11月9日：越中鐵道新湊東口（現時：東新湊站）至此站之間開通，此站啟用。
- 1933年12月25日：庄川口至新伏木（現時：六渡寺）之間開通，此站廢止[2]。
- 日期不詳：車站再次啟用。
- 1943年1月1日：越中鐵道合併至富山地方鐵道，成為富山地方鐵道射水線車站。
- 1966年4月5日：隨著建設富山新港（日语：伏木富山港）築港工程，射水線分斷，包含此站部分射水線路段轉讓給加越能鐵道，成為新湊港線車站。
- 1976年9月11日：在颱風吹襲下，庄川（日语：庄川）上的鐵橋嚴重損毀，新湊港線不能通行。在此之際，使用剩下的車站行走於越之潟站至此站之間，另外開設代行巴士行走越之潟至新湊之間。不通區間在1977年10月1日重開。
- 2002年4月1日：轉讓路線給萬葉線[3]。
- 2024年9月28日：可使用ICOCA及全國通用IC卡付款[4]。

## 電車站構造
電車站是地面車站，設有2面1線的相對式月台。現時為無人車站。候車室在2004年（平成16年）重建。

## 電車站周邊
- 天理教射水分教會
- 新湊漁港（西地區）

## 相鄰電車站
萬葉線
■萬葉線（新湊港綫）
六渡寺－庄川口－十字灣前

## 注腳
1. ↑   (PDF). 射水市.   [2018-07-14]. （原始内容存档 (PDF)于2021-09-18） （日语）.
2. ↑  「地方鉄道運輸開始」《官報》1934年1月9日（國立國會圖書館數碼化資料）
3. ↑  編集部. . 鐵道畫刊（日语：鉄道ピクトリアル） (電氣車研究會). 2002-05-01, 52 (第5号（通巻第717号）): 110. ISSN 0040-4047 （日语）.
4. ↑   (PDF) (新闻稿). 万葉線. 2024-08-28  [2024-08-30]. （原始内容存档 (PDF)于2024-08-29） （日语）.

## 外部連結
- 萬葉線莊川口站上行 （页面存档备份，存于）及下行 （页面存档备份，存于）時間表（日語）